# Prinair

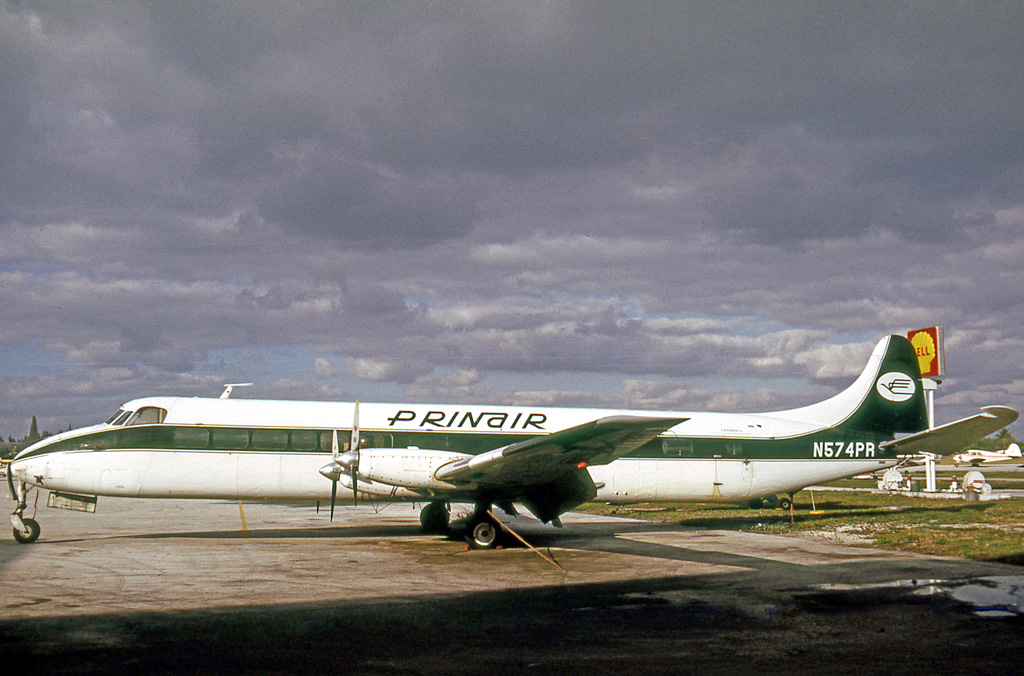
De Havilland Prinair Heron 2 de Prinair en el aeropuerto Opa Locka de Miami en 1973

Prinair es una aerolínea puertorriqueña que operó desde 1966. El nombre en inglés, Prinair, significa Puerto Rico International Airlines (en español: Líneas Aéreas Internacionales de Puerto Rico). Originalmente, la aerolínea se llamó Aerolíneas de Ponce, pues operaba desde la ciudad de Ponce, al sur de Puerto Rico; al cambiar sus operaciones centrales al Aeropuerto Internacional de Isla Verde en San Juan de Puerto Rico, se tomó la decisión financiera de cambiar el nombre a Prinair, para así apelar a la mayoría de los puertorriqueños y no solo a los ponceños.
Al principio, la línea aérea operaba servicios domésticos con aviones De Havilland, concentrándose en los vuelos entre San Juan y Ponce, pero también llegando a Mayagüez, Fajardo, Vieques y Aguadilla. Pero en la década de 1970, la aerolínea se internacionalizó, alcanzando varios puntos en el Caribe, tales como las Islas Vírgenes, la República Dominicana y otros lugares como Florida en los Estados Unidos. Sin embargo, dos accidentes mortales ocurridos en Puerto Rico hicieron que la confianza del público puertorriqueño en la aerolínea mermara.
Durante la década de 1980, Prinair introdujo servicios con aviones Convair, la máquina más grande dentro de la flota de Prinair. Estos aviones fueron usados, principalmente, para las rutas hacia las Islas Vírgenes.
En esta época, Prinair llegó a promediar un despegue cada 15 minutos o menos desde el aeropuerto de Isla Verde. Sin embargo, empresarios de Puerto Rico y otros países del Caribe, basándose en los éxitos de Prinair, crearon otras líneas como Aero Virgin Islands y las locales Oceanair y Dorado Wings comenzaron a volar, para competir con la línea aérea principal de Puerto Rico. Prinair no pudo con la competencia, volando por última vez en noviembre de 1984. Volviendo al aire el día 19 de marzo de 2019 volando desde el aeropuerto internacional Rafael Hernández con una frecuencia de vuelo menor pero constante los día lunes y viernes hasta la fecha actual.